# El octavo mandamiento
El octavo mandamiento es una telenovela mexicana producida por Argos Comunicación y Sony Pictures Television para Cadenatres que se estrenó el 8 de agosto de 2011 a las 9:00 p. m. Cuenta con 130 capítulos (128 capítulos regulares y uno doble para el final emitido el domingo 12 de febrero de 2012 en el Canal 28 de la Ciudad de México) y es protagonizada por Saúl Lisazo, Ximena Rubio, Leticia Huijara, Erik Hayser, Sara Maldonado, Arap Bethke y Alejandra Ambrosi.

## Sinopsis
La trama de esta serie mexicana producida por Argos Comunicación, Sony y Cadenatres gira en torno a una familia de periodistas quienes perdieron a la matriarca, una galardonada fotógrafa de guerra, en la Torres Gemelas durante el ataque terrorista de 2001. La mujer es encontrada 10 años después con un problema de disociación. Su gradual curación y reintegración a la familia devela un terrible pacto del que ella fue testigo en septiembre de 2001: la asociación de la DEA y el gobierno mexicano con un cártel narcotraficante.

## Título
El título hace referencia al octavo mandamiento católico que reza: No dirás falsos testimonios ni mentirás. Destaca la necesidad de los periodistas por la búsqueda de la verdad como un valor superior.

## Cruces con la realidad
Como en otras producciones de Argos, se mezcla la narrativa melodramática de la telenovela con situaciones reales de la época en que son emitidas; en este caso las referencias que se hacen en el capítulo uno, refieren al despiadado narcotraficante "el Culiacán Frías" (Alejandro Caso) con El Chapo Guzmán y al procurador general de la República Ignacio Vargas Salcedo Constantino Costas con Genaro García Luna; de hecho, la serie inicia con una conferencia de prensa en la que se le cuestiona al procurador de un "montaje" realizado para la televisión de un operativo en el que son rescatadas algunas víctimas de secuestro, tal como sucedió en el caso Florence Cassez. Continuamente los personajes comentan eventos noticiosos que efectivamente suceden al tiempo de que la serie es emitida.
Sin embargo, en el octavo mandamiento se hace el cruce de la ficción a la realidad cuando los personajes deciden crear un portal web llamado "Pulso ciudadano", en el que podrán seguir publicando una vez que su periódico impreso "El Tiempo" es coptado por el procurador; como parte de su línea editorial, Pulso ciudadano es alimentado por notas enviadas por los mismos lectores; dicho portal existe en la realidad, en él se publican notas reales firmadas por "la redacción" además de otras, incluyendo una columna firmada por Julian Sanmillán, personaje interpretado por Saúl Lisazo.

## Elenco
- Saúl Lisazo - Julián San Millán
- Sara Maldonado - Camila San Millán
- Leticia Huijara - Isabel de San Millán / Guadalupe
- Erik Hayser - Diego San Millán
- Ximena Rubio - Sofía Rocha
- Arap Bethke - Iván Acosta
- Alejandra Ambrosi -Julia San Millán
- Marco Pérez - Mauricio Álvarez
- Néstor Rodulfo - Pablo Ortiz
- Claudia Ríos - María Flores
- Mario Loria - Facundo Ramírez
- Tamara Mazarrasa - Renata García del Bosque
- René García - Augusto Medina
- Constantino Costas - Ignacio Vargas Salcedo
- Aldo Gallardo - Ezequiel
- Blanca Alarcón - Susana Madrigal
- Carlos Hays - Diego San Millán (joven)
- Dianella - Julia San Millán (joven)
- Ximena Quiroz - Camila San Millán (joven)
- Alberto Zeni - Marcelo
- Anilú Pardo - Anastacia
- Alejandra Mancilla - Maritza
- Alejandro Caso - Asensio 'El Culiacán' Frías
- Ana María Escalante - Valentina Fàbregas
- Carlos Paz - Carmelo Álvarez
- Camila Ibarra - Hija de Ignacio
- Carlos Torres Torrija - Gastón Valderrama
- Claudio Guevara - Doctor
- Elena Carrasco - Bárbara Rocha
- Elizabeth Margain - Josefina "Pina"
- Enrique Singer - Ricardo Montalbán
- Ileana Pereira - Socorro
- Iñaki Goci - Cenaldo López
- Irela de Villers - Reinalda Martínez
- Isabella Roch - Adriana González
- Isi Rojano - Gabriel Henriquez
- Itahisa Machado - Yhadira Escalante
- Jaime Estrada - Ramón Hernández
- Jorge Nava - Giovanni Velez
- Joseba Iñaki - Jafar Ahmed
- J.C. Montes-Roldán - Bastian Besson
- Juan José Pucheta - General Barroso
- José Manuel Lechuga - Alcides
- Juan Martín Jauregui - Javier
- Lourdes Villarreal - Ángela
- Marco Zetina
- Mónica Huarte - Olga Mendizábal
- Natalia Benvenuto - Emily
- Norma Pablo - Selena
- Onesemio Barajas - Gustavo Pasqual
- Óscar M. Gómez - Ramón Meneses
- Pablo Astiazaran - Luis
- Patricio Sebastián - Andrés San Millán
- Pedro Hernández - Martín Ortiz
- Raúl Aranda Lee - Hilario Carillo
- Ricardo Gaya - Leonel López
- Rodolfo Ordóñez
- Rosario Zúñiga - Tania
- Saturnino Martínez - Agente Rodríguez
- Sebastián Riojano - Armando
- Shalim Ortiz - Iñaki Arriaga
- Teresa Ibarra - Patricia "Paty"
- Thanya López - Alma
- Tsuria Díaz - Cecilia

## Metaficción
En las telenovelas producidas por Argos existen constantes referencias de los personajes de ficción a eventos y personajes reales, en el caso del Octavo Mandamiento la metaficción es llevada no únicamente en las continuas referencias a los hechos noticiosos sucedidos durante la emisión de la teleserie y que eran discutidas en la mesa de redacción del periódico de ficción Tiempo y su versión en línea, sino, además, cuando, en la trama, la familia Sanmillán pierde el control editorial del rotativo, deciden crear un portal informativo llamado Pulso ciudadano, el cual, de hecho fue puesto en línea en la realidad en el dominio y que es actualizado continuamente con notas sobre hechos reales, además de una sección editorial y de opinión firmada por el personaje de ficción Julián Sanmillán. Dicho portal verificado el 24 de junio de 2013 continúa siendo actualizado.

## Spin-off
En las últimas semanas de la teleserie, Eréndira Ibarra  hizo una participación especial con el personaje de Casilda Barreiro, una relaciones públicas que trabajaba para el secretario de finanzas de México. Esto dio paso a que Cadena Tres, extendiera su alianza con Argos Comunicación, realizando un spin-off de El octavo mandamiento. El 13 de febrero de 2012, se estrena bajo el nombre de Infames, protagonizada por Luis Roberto Guzmán, Vanessa Guzmán, Miguel Ángel Muñoz, Ximena Herrera, Lisette Morelos, y la actriz mencionada del principio.

### TV Adicto Golden Awards
| Año  | Categoría                                   | Telenovela                                                        | Resultado |
| ---- | ------------------------------------------- | ----------------------------------------------------------------- | --------- |
| 2012 | Mejor escenografía y utilería               | Carlos Payán, Verónica Velasco, Epigmenio Ibarra y Carlos Resendi | Ganador   |
| 2012 | Mejor retorno masculino                     | Constantino Costas                                                | Ganador   |
| 2012 | Premio especial a la superación en un actor | Saúl Lisazo                                                       | Ganador   |
| 2012 | Mejor lanzamiento estelar femenino          | Leticia Huijara                                                   | Ganadora  |
| 2012 | Mejores contenidos                          | Carlos Payán, Verónica Velasco, Epigmenio Ibarra y Carlos Resendi | Ganadores |
| 2012 | Mejor personaje masculino                   | Erik Hayser                                                       | Ganador   |
| 2012 | Mejor telenovela diferente                  | Carlos Payán, Verónica Velasco, Epigmenio Ibarra y Carlos Resendi | Ganadores |
| 2012 | Mejor telenovela de cadena tres             | Carlos Payán, Verónica Velasco, Epigmenio Ibarra y Carlos Resendi | Ganadores |